# Izba handlowa

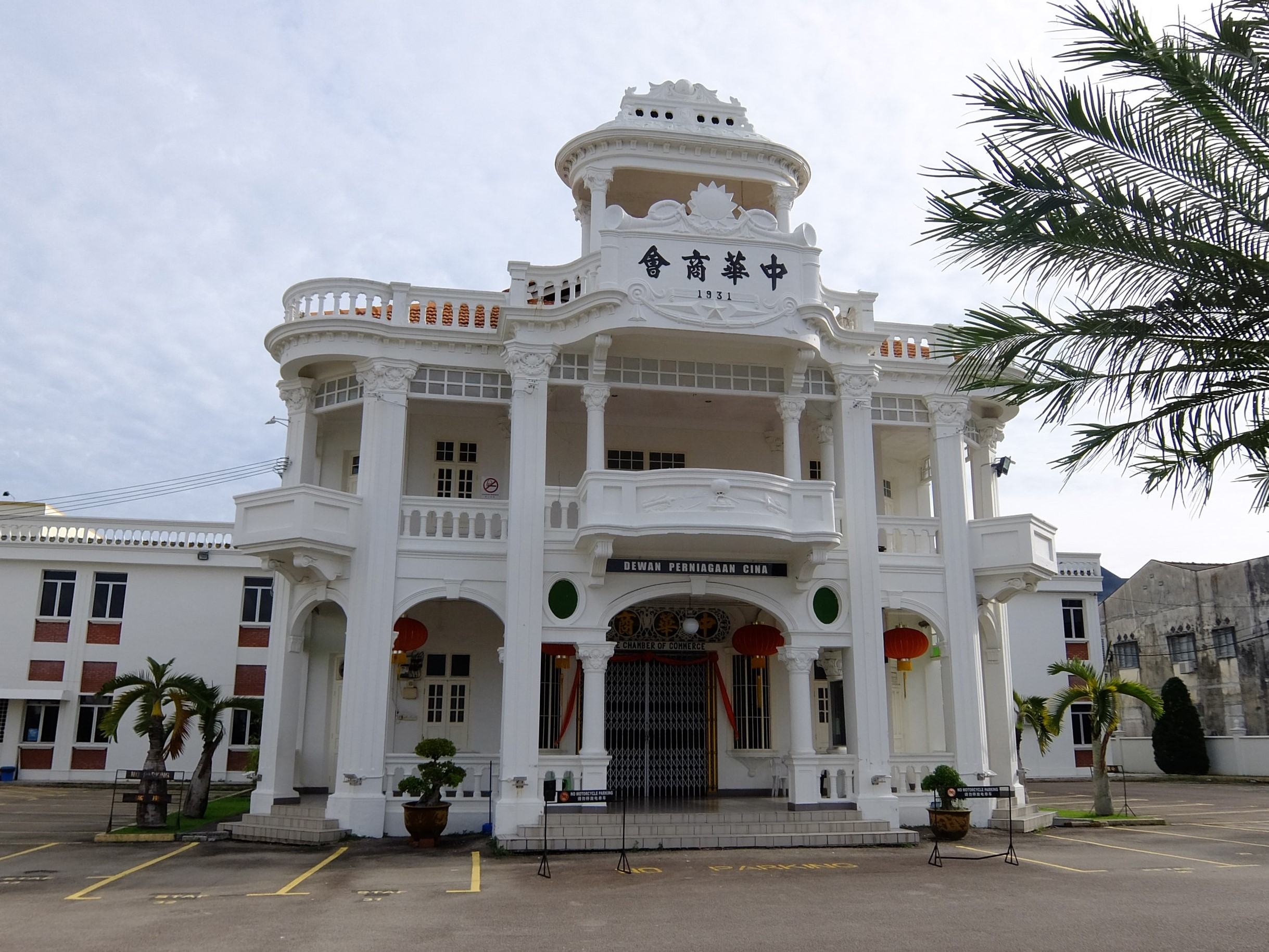
Izba handlowa

Izba handlowa (ang. chamber of commerce) – instytucja prawa publicznego działająca w formie zrzeszenia, reprezentująca interesy sfer gospodarczych. Reprezentowanie tych interesów polega na odpowiednim oddziaływaniu i wpływaniu na politykę gospodarczą rządu i państwa, organizowaniu środków zapewniających ich członkom ekspansję gospodarczą na rynku krajowym i zagranicznym.
Izby handlowe osiągają swoje cele przez opracowywanie i składanie władzom projektów różnych aktów normatywnych dotyczących działalności gospodarczej, wypowiadanie opinii o zamierzonych aktach tworzonych przez inne organizacje, bezpośredni udział swoich przedstawicieli w różnych ciałach kolegialnych rozpatrujących zagadnienia gospodarcze itp.
W niektórych przypadkach izby handlowe inicjują tworzenie giełd lub nadzorują ich działalność. Poza tym gromadzą informacje o rynkach towarowych i geograficznych, badają wahania koniunktury, rejestrują zwyczaje handlowe itp. Wszystkie te materiały są udostępniane członkom izb handlowych. Ważną rolą izb jest kojarzenie kontrahentów i udostępnianie danych o regułach prowadzenia biznesu za granicą. Często też organizują wystawy i targi.
W wielu krajach izby handlowe wystawiają różne dokumenty i zaświadczenia, które poddają legalizacji (np. za zgodność z oryginałem), rejestrują znaki towarowe, udzielają informacji o przedsiębiorstwach, organizują arbitraż i wykonują wiele innych czynności związanych z handlem zagranicznym.

## Izby handlowe w Polsce
Izby handlowe w Polsce działają w formie izb gospodarczych i w I połowie XXI wieku jest ich co najmniej kilkadziesiąt. W pewnym stopniu koordynatorem ich działalności jest Krajowa Izba Gospodarcza (KIG) utworzona w 1989 r., która przejęła wszelkie sprawy, zobowiązania i majątek powstałej w 1949 Polskiej Izby Handlu Zagranicznego. KIG jest członkiem Europejskiego Stowarzyszenia Izb Handlowych i Przemysłowych.